# 캣츠 (2019년 영화)
《캣츠》(영어: Cats)는 2019년 하반기에 개봉한 영국, 미국의 뮤지컬, 판타지 영화이다. 톰 후퍼가 감독과 공동각본을 맡았으며, 앤드루 로이드 웨버의 동명 뮤지컬이 영화의 원작이다. 제40회 골든 래즈베리상 최악의 작품상·감독상·각본상 수상작이다.

## 출연
주연
- 제니퍼 허드슨 : 그리자벨라 역
- 테일러 스위프트 : 봄발루리나 역
- 이드리스 엘바 : 맥캐버티 역
- 프란체스카 헤이워드 : 빅토리아 역
- 주디 덴치 : 듀터러노미 역
- 이언 매켈런 : 거스 역
- 제이슨 데룰로 : 럼 텀 터거 역
- 제임스 코든 : 버스토퍼 존스 역
- 레이 윈스턴 : 그로울타이거 역
- 리벨 윌슨 : 제니애니닷 역

조연
- 로비 페어차일드 : 멍거스트랩 역
- 로리 데이비슨 : 미스토펠리스 역
- 매트 타울리 : 카산드라 역
- 나오미 모건 : 럼플티저 역
- 로랑 부르주아 : 소크라테스 역
- 래리 부르주아 : 플라토 역
- 다니엘라 노먼 : 데메테르 역
- 멜리사 매든-그레이 : 그리들본 역
- 블루이 로빈슨 : 알론조 역